# Frontimiris
Frontimiris is een geslacht van wantsen uit de familie van de Miridae (Blindwantsen). Het geslacht werd voor het eerst wetenschappelijk beschreven door Carvalho in 1981.

## Soorten
Het genus bevat de volgende soorten:

- Frontimiris bentickensis Cassis, Cheng & Tatarnic, 2016
- Frontimiris fossatus Carvalho, 1981
- Frontimiris monteithi Cassis, Cheng & Tatarnic, 2016
- Frontimiris nigrifrons Carvalho, 1981
- Frontimiris obtusifrons Carvalho, 1981
- Frontimiris pandanaphilus Cassis, Cheng & Tatarnic, 2016